# Nehrebivka, Radomîșl
Nehrebivka (în ucraineană Негребівка) este un sat în comuna Rakovîci din raionul Radomîșl, regiunea Jîtomîr, Ucraina.

## Demografie
Componența lingvistică a localității Nehrebivka
     Ucraineană (95,77%)
     Rusă (2,82%)
     Română (1,41%)
Conform recensământului din 2001, majoritatea populației localității Nehrebivka era vorbitoare de ucraineană (95,77%), existând în minoritate și vorbitori de rusă (2,82%) și română (1,41%).